# My Kind of Christmas (Reba McEntire)
My Kind of Christmas è un album in studio della cantante di musica country statunitense Reba McEntire, pubblicato nel 2016. Si tratta del terzo album natalizio dell'artista.

## Tracce
Edizione CD 2016 Cracker Barrel
1. Winter Wonderland – 2:04
2. The Christmas Song (Chestnuts Roasting on a Open Fire) – 3:23
3. Jingle Bell Rock – 1:50
4. O Holy Night – 3:37
5. Hard Candy Christmas – 3:48
6. Santa Claus Is Coming to Town – 2:08
7. O Come All Ye Faithful – 2:55
8. White Christmas – 3:13
9. Jingle Bells – 1:40
10. I'll Be Home for Christmas – 3:46

Edizione vinile 2016 Cracker Barrel
1. Winter Wonderland – 2:04
2. The Christmas Song (Chestnuts Roasting on a Open Fire) – 3:23
3. Santa Claus Is Coming to Town – 2:08
4. O Holy Night – 3:37
5. Hard Candy Christmas – 3:48
6. O Come All Ye Faithful – 2:55
7. Jingle Bell Rock – 1:50
8. Silent Night – 3:18
9. White Christmas – 3:13
10. Jingle Bells – 1:40
11. I'll Be Home for Christmas – 3:46

Reissue 2017
1. Winter Wondland – 2:04
2. The Christmas Song (Chestnuts Roasting on a Open Fire) – 3:23
3. Mary, Did You Know? (with Vince Gill & Amy Grant) – 4:45
4. Jingle Bell Rock – 1:50
5. O Holy Night – 3:37
6. Hard Candy Christmas – 3:48
7. Back to God (with Lauren Daigle) – 4:55
8. Santa Claus Is Coming to Town – 2:08
9. O Come All Ye Faithful – 2:55
10. O Little Town of Bethlehem (with Darius Rucker) – 3:55
11. White Christmas – 3:13
12. Jingle Bells – 1:40
13. I'll Be Home for Christmas – 3:46
14. Silent Night (with Kelly Clarkson and Trisha Yearwood) – 4:07

Reissue 2018 - Tracce bonus
1. What Child Is This (with the Isaacs) – 3:18